# Amanda Peterson
Phyllis Amanda Peterson  (Greeley, Colorado, 8 de julho de 1971 - Greeley, 3 de julho de 2015) foi uma atriz americana.
Iniciou carreira no teatro, ainda criança, e aos nove anos de idade atuou numa pequena participação no musical cinematográfico Annie. Em 1983, co-estrelou a série de televisão Boone, mas o seu primeira papel de destaque foi no filme Explorers.
Peterson alcançou sucesso na década de 1980, ao fazer papeis como Lori Swenson no filme Explorers, de 1985, e Cindy Mancini, a garota mais popular da escola, no filme Namorada de Aluguel, quando o seu par romântico, Patrick Dempsey, tornaram-se ídolos da juventude após o lançamento do filme, em 1987.
Também atuou em "Viagem ao Mundo dos Sonhos" (1985, com Ethan Hawke e River Phoenix) e Desencontros (1989). Seu último filme foi Windrunner, em 1994, abandonando a carreira artística.

## Morte
Amanda passou por momentos bastante complicados depois de deixar a carreira de actriz e regressar ao Colorado. Teve problemas com drogas, roubo e chegou a ser presa. Em 3 de julho de 2015, morreu devido a intoxicação aguda, ou overdose, derivado de uma mistura de vários medicamentos como sedativos, analgésicos e fenotiazina. A autópsia indicou vestígios de cannabis e analgésicos, seis vezes mais do que o prescrito em suas receitas médicas. Ela também usou morfina por conta própria e foi esta substância que causou a sua morte, já que causa falha na respiração.